# نیلو (کوندینامارکا)
نیلو (کوندینامارکا) (به اسپانیایی: Nilo) یک سکونتگاه مسکونی در کلمبیا است که در بخش کوندینامارکا واقع شده‌است.